# 虎城镇 (广安市)
虎城镇，是中华人民共和国四川省广安市前锋区下辖的一个乡镇级行政单位。2015年撤乡设镇，由虎城乡改名为虎城镇。

## 行政区划
虎城镇下辖以下地区：
新房村、水口村、紫龙村、新丰村、新胜村、新店村、虎城村、新城村、大坪村、茶花村、洪桥村、柏树村、双河村、玉河村、苏台村、洪远村、狮子村、胜果村、关寨村、辽坪村和红山村。